# 偕老同穴
偕老同穴（かいろうどうけつ）は、共に暮らして老い、死んだ後は同じ墓穴に葬られること。転じて夫婦の信頼関係が非常にかたいことを意味する。同種の故事成語に「比翼連理」がある。

## 典拠
典拠は『詩経』邶風・撃鼓にある「執子之手、與子偕老」（子の手を執りて、子と偕〔とも〕に老いん）、及び同じく『詩経』王風・大車「穀則異室、死則同穴」（穀〔い〕きては則ち室を異にするも、死すれば則ち穴を同じくす）。

## 使用例
「偕老同穴の契り」と使用される例が多い。単に「偕老の契り」という言い方もある。
- 「偕老同穴の契り深かりし入道にはおくれ給ひぬ」（『平治物語』上巻第六「信西の首実権の事附たり大路を渡し獄門に懸けらるる事」）
- 「古来偕老同穴は人倫の至重なるものとして既に已に其習慣を成し、社会全体の組織も之に由りて整頓したることなれば、今俄に変動せんとするも容易に行はる可きに非ず」（福澤諭吉『福翁百話』「一夫一婦偕老同穴」（第20話））

この他、落語の中で使用される例が多い。
- 「いったん偕老同穴のちぎりをむすぶからは、百歳、千歳を経るといえども、かならず変ずることなかれ」
- 「人は生きている内は陽気盛んにして正しく清く、死ねば陰気盛んにして邪に穢れるものだ、それゆえ幽霊と共に偕老同穴の契を結べば、たとえ百歳の長寿を保つ命もそのために精血を減らし、必ず死ぬるものだ」（三遊亭円朝『怪談牡丹燈籠』）